# Richard van Salerno
Richard van Salerno (c.1045 - 29 november 1114) was graaf van Salerno, Oria, Mottola en regent van het graafschap Edessa tussen (1104 - 1108) en een van de leiders van de Eerste Kruistocht.
Richard was een zoon van Drogo van Apulië en Altrude van Salerno, zelf huwde Richard met Altrude van Conversano, met wie hij Rogier van Salerno en Maria van Salerno kreeg, die de tweede vrouw van Jocelin I van Edessa werd.